# Carl Kjellberg (1915–1995)
Carl Carlson (Cson) Kjellberg, född 29 mars 1915 i Göteborg, död 2 juli 1995, var en svensk diplomat.

## Biografi
Carl Kjellberg avlade juris kandidatexamen i Uppsala 1943 innan han blev attaché vid Utrikesdepartementet (UD) samma år. Kjellberg tjänstgjorde i Hamburg 1944–1945, vid UD 1945–1947, i Warszawa och Danzig 1947–1948. Han var legationssekreterare i Belgrad 1948–1949, vicekonsul i New York 1950–1951 och Chicago 1952–1953. Kjellberg var förste sekreterare vid UD 1954–1959, konsul i Hamburg 1959–1962 samt beskickningsråd och tillförordnad chargé d’affaires i Budapest 1962–1964. Han var därefter ambassadråd i Tokyo 1964, med ministers ställning 1965 och generalkonsul i Hongkong 1967–1973. Kjellberg tjänstgjorde därefter vid Försvarshögskolan 1973 och vid UD 1974–1981.
Han var styrelseledamot i Genealogiska Föreningen 1980–1987 och blev ordförande där 1987 samt blev hedersledamot 1988; vidare var han redaktör för dess tidskrift Släkt och hävd 1980–1986.
Kjellberg var son till grosshandlaren Carl Ossian Kjellberg och Lilly, född Swedenborg, samt sonson till August Kjellberg. Han gifte sig 1946 med Ingrid Strandell (1919–2004), dotter till kamrer Gustaf Strandell och Greta, född Hedenblad.
Kjellberg avled 1995 och gravsattes på Norra begravningsplatsen utanför Stockholm.